# 豊後高田市立田染中学校
豊後高田市立田染中学校（ぶんごたかだしりつ たしぶちゅうがっこう）は、大分県豊後高田市田染池部にある公立中学校。